# Episodi di Date with the Angels (prima stagione)
La prima stagione della serie televisiva Date with the Angels è andata in onda negli Stati Uniti dal 10 maggio 1957 al 2 agosto 1957 sulla ABC.
| nº | Titolo originale        | Prima TV USA   |
| -- | ----------------------- | -------------- |
| 1  | Vickie Goes to a Party  | 10 maggio 1957 |
| 2  | Mother by Proxy         | 17 maggio 1957 |
| 3  | High Fever              | 24 maggio 1957 |
| 4  | The Wheel               | 31 maggio 1957 |
| 5  | The Tree in the Parkway | 7 giugno 1957  |
| 6  | The Feud                | 14 giugno 1957 |
| 7  | Shall We Dance?         | 21 giugno 1957 |
| 8  | Little White Lies       | 28 giugno 1957 |
| 9  | The Blue Tie            | 12 luglio 1957 |
| 10 | Heartburn               | 19 luglio 1957 |
| 11 | The Surprise            | 26 luglio 1957 |
| 12 | Pike's Pique            | 2 agosto 1957  |

## Vickie Goes to a Party
- Prima televisiva: 10 maggio 1957

### Trama
- Guest star:

## Mother by Proxy
- Prima televisiva: 17 maggio 1957

### Trama
- Guest star: Hope Summers

## High Fever
- Prima televisiva: 24 maggio 1957

### Trama
- Guest star: Natalie Masters (Wilma Clemson), Roy Engel (George Clemson), Maudie Prickett (Cassie Murphy), Gage Clarke (dottor Franklin P. Gordon), Nancy Kulp (Dolly), Hope Summers (Miss Wakefield)

## The Wheel
- Prima televisiva: 31 maggio 1957

### Trama
- Guest star: Jimmy Boyd (Wheeler), Hugh Sanders (Charlie Bennett), Paula Winslowe (Thelma Bennett), Doreen McCann (Joyce Bennett), Tom Kennedy (se stesso - Announcer)

## The Tree in the Parkway
- Prima televisiva: 7 giugno 1957

### Trama
- Guest star: Nancy Kulp (Dolly), George N. Neise (Carl), Richard Deacon (Mr. Finley), Burt Mustin (padre Finley), Richard Reeves (Murphy), Maudie Prickett (Cassie Murphy), Fred Sherman (sindaco)

## The Feud
- Prima televisiva: 14 giugno 1957

### Trama
- Guest star: Russell Hicks (Adam Henshaw), Richard Deacon (Mr. Finley), Burt Mustin (padre Finley), Richard Reeves (Murphy), Maudie Prickett (Cassie Murphy), Tom Kennedy (se stesso - Announcer)

## Shall We Dance?
- Prima televisiva: 21 giugno 1957

### Trama
- Guest star: Richard Deacon (Roger Finley), Burt Mustin (Mr. Finley), Natalie Masters (Wilma Clemson), Richard Reeves (Murphy), Maudie Prickett (Cassie Murphy), Larry J. Blake (Dean Caldwell)

## Little White Lies
- Prima televisiva: 28 giugno 1957

### Trama
- Guest star:

## The Blue Tie
- Prima televisiva: 12 luglio 1957

### Trama
- Guest star: Hanley Stafford (Mr. Wallace), Nancy Kulp (Dolly), Sally Fraser (Barbara), Barbara Bestar (Evelyn), Norma Varden (Mrs. Appleton), Charles Seel (Daniel), Cheerio Meredith (Emily), Frank Chase (Joe), Barbara Pepper (Martha), Barbara Benson (Virginia), Tom Kennedy (se stesso - Announcer)

## Heartburn
- Prima televisiva: 19 luglio 1957

### Trama
- Guest star:

## The Surprise
- Prima televisiva: 26 luglio 1957

### Trama
- Guest star: Roy Engel (George Clemson), Natalie Masters (Wilma Clemson), Maudie Prickett (Cassie Murphy)

## Pike's Pique
- Prima televisiva: 2 agosto 1957

### Trama
- Guest star: Richard Reeves (Murphy), Maudie Prickett (Cassie Murphy), Ted de Corsia (Charley), Dave Willock (Sam), Wally Brown (Lefty), Maxine Semon (Madame La Capricorn), Sid Melton (Frank), Bill Snyder (Harry)